# Ape Drums
 (juillet 2025).
La mise en forme du texte ne suit pas les recommandations de Wikipédia : il faut le « wikifier ».
Les points d'amélioration suivants sont les cas les plus fréquents. Le détail des points à revoir est peut-être précisé sur la page de discussion.
- Les titres sont pré-formatés par le logiciel. Ils ne sont ni en capitales, ni en gras.
- Le texte ne doit pas être écrit en capitales (les noms de famille non plus), ni en gras, ni en italique, ni en « petit »…
- Le gras n'est utilisé que pour surligner le titre de l'article dans l'introduction, une seule fois.
- L'italique est rarement utilisé : mots en langue étrangère, titres d'œuvres, noms de bateaux, etc.
- Les citations ne sont pas en italique mais en corps de texte normal. Elles sont entourées par des guillemets français : « et ».
- Les listes à puces sont à éviter, des paragraphes rédigés étant largement préférés. Les tableaux sont à réserver à la présentation de données structurées (résultats, etc.).
- Les appels de note de bas de page (petits chiffres en exposant, introduits par l'outil «  Source ») sont à placer entre la fin de phrase et le point final[comme ça].
- Les liens internes (vers d'autres articles de Wikipédia) sont à choisir avec parcimonie. Créez des liens vers des articles approfondissant le sujet. Les termes génériques sans rapport avec le sujet sont à éviter, ainsi que les répétitions de liens vers un même terme.
- Les liens externes sont à placer uniquement dans une section « Liens externes », à la fin de l'article. Ces liens sont à choisir avec parcimonie suivant les règles définies. Si un lien sert de source à l'article, son insertion dans le texte est à faire par les notes de bas de page.
- La présentation des références doit suivre les conventions bibliographiques. Il est recommandé d'utiliser les modèles {{Ouvrage}}, {{Chapitre}}, {{Article}}, {{Lien web}} et/ou {{Bibliographie}}. Le mode d'édition visuel peut mettre en forme automatiquement les références.
- Insérer une infobox (cadre d'informations à droite) n'est pas obligatoire pour parachever la mise en page.

Pour une aide détaillée, merci de consulter Aide:Wikification.
Si vous pensez que ces points ont été résolus, vous pouvez retirer ce bandeau et améliorer la mise en forme d'un autre article.
Ape Drums, de son vrai nom Eric Alberto Lopez, né le 28 juin 1990 à Houston, est un DJ et producteur mexicain-américain reconnu pour son style unique mêlant musique électronique et sonorités caribéennes, souvent qualifié de “dancehall moderne”. En 2019, il rejoint le célèbre trio Major Lazer, aux côtés de Diplo et Walshy Fire, remplaçant Jillionaire. Avec ses productions innovantes et son engagement à moderniser le dancehall, Ape Drums s’impose comme une figure incontournable du genre.

## Carrière
Ape Drums commence sa carrière musicale en 2014 C'est avec la sortie de son premier single “Bashment” sur le label Slow Roast Records (en)en 2014 qu'Ape Drums commence sa carrière musicale. Ce morceau marque le début de son style distinctif, mélangeant la musique électronique et les sonorités caribéennes, souvent qualifiées de “dancehall moderne”.
En 2016, il collabore avec Major Lazer sur le titre “The Way We Do This”, une réinterprétation du célèbre "Bookshelf Riddim", qui est joué lors de festivals dans le monde entier avant d’être inclus dans son premier EP sous le label Mad Decent. La même année, Ape Drums sort “LFUTP”, un morceau réalisé en collaboration avec l’artiste émergent de Philadelphie Lil Uzi Vert, publié via Fools Gold Records.
Sa notoriété internationale prend un nouvel essor en 2016, lorsque son single “Mutant Brain”, en collaboration avec Sam i (en),  est utilisé dans la campagne publicitaire Kenzo World, réalisée par Spike Jonze et mettant en vedette l’actrice Margaret Qualley. Ce succès conduit rapidement à la signature et à la sortie du morceau par Interscope Records.
Le 1er juin 2019, lors du Governors Ball Music Festival, il est officiellement annoncé qu’Ape Drums rejoint le trio Major Lazer, remplaçant Jillionaire. Le groupe, désormais composé de Diplo, Walshy Fire et Ape Drums, continue de mêler les influences dancehall à des productions électroniques modernes.

## Discographie

### EP
| Titre       | Détails                                                                                           |
| ----------- | ------------------------------------------------------------------------------------------------- |
| Jungle Rock | - Sortie : 18 octobre 2011 - Label : Club Cartel Records - Formats : CD, téléchargement numérique |
| Soundboy    | - Sortie : 7 mai 2021 - Label : Vision Sound / Mad Decent - Formats : téléchargement numérique    |

### Singles

#### En tant qu'artiste
| Année | Titre                                               | Label                          |
| ----- | --------------------------------------------------- | ------------------------------ |
| 2012  | Lion                                                | Believe Digitals               |
| 2012  | Turn It Up Again                                    | Cherry Drop Records            |
| 2012  | Casio                                               | Universal Music Group          |
| 2013  | Worl'boss (ft. Vybz Kartel)                         | Universal Music Group          |
| 2014  | Bashment                                            | Slow Roast Records             |
| 2015  | The Symphony                                        | Believe Digital                |
| 2016  | Magic City                                          | Seed Records                   |
| 2017  | Ghost                                               | Spinnin' Records               |
| 2017  | Deva (ft. Suku)                                     | Mad Decent                     |
| 2017  | CHUPACABRA (ft. Carnage )                           | Heavyweight Records            |
| 2018  | Go Crazy (ft. Dougie F)                             | Mad Decent                     |
| 2018  | LFUTP (ft. Rizzoo Rizzoo et Lil Uzi Vert)           | Universal Music Group          |
| 2018  | Shellz (ft. Denzel Curry et Frizzo)                 | Spinnin' Records               |
| 2018  | The Way We Do This (ft. Major Lazer et Busy Signal) | Mad Decent                     |
| 2019  | Bed Squeak (ft. Nicky Da B et Wuki)                 | Insomniac Records / Mad Decent |
| 2020  | Delete (ft. Beam)                                   | Vision Sound / Mad Décent      |
| 2021  | Mek Money (ft. Silent Addy et Projexx)              | Vision Sound / Mad Décent      |
| 2021  | BF Killa (ft. Toian et Projexx)                     | Vision Sound / Mad Décent      |
| 2023  | Discoteca (ft. Dev et NEZ)                          | Dev                            |
| 2024  | Nobody Knows (ft. Clementine Douglas)               | Selected                       |
| 2024  | Alema (ft. PEATY et Afel Bocoum)                    | Deep Root Tribe Records        |

#### En featuring
| Année | Titre                                                              | Label                 |
| ----- | ------------------------------------------------------------------ | --------------------- |
| 2015  | Tropkillaz "Wine Yuh Back" (ft. Ape Drums et Suku)                 | Elemess               |
| 2017  | Pitbull « Can't Have » ft. Steven A. Clark et Ape Drums            | RCA Records           |
| 2021  | ceR alswO "Make Your Girl Go" (ft. Good Things Ahead et Ape Drums) | Warner Music Autriche |

### Remix
| Année | Titre                                                                                          |
| ----- | ---------------------------------------------------------------------------------------------- |
| 2013  | MIA "Bring the Noize" (Remix par Ape Drums)                                                    |
| 2014  | Skrillex & Kill The Noise "Recess" (Remix par Ape Drums) ft. Fatman Scoop et Michael Angelakos |
| 2014  | Yellow Claw "Dancehall Soldier" (Remix par Ape Drums) ft. Beenie Man                           |
| 2014  | "Autoerotique" 'LZR BASS' (Remix par Ape Drums)                                                |
| 2014  | "Duttiest Wine" de Tony Matterhorn (Remix par Ape Drums & Diplo)                               |
| 2014  | Indian Summer "Loveweights" (Remix par Ape Drums)                                              |
| 2015  | Steven A. Clark "Can't Have" (Remix par Ape Drums)                                             |
| 2015  | Major Lazer "Jet Blue Jet" (Remix par Ape Drums)                                               |
| 2016  | P-Money et Gappy Ranks "Baddest" (Remix par Ape Drums)                                         |
| 2016  | Yellow Claw "Nightmare" ft. Pusha T et Barrington Levy (Remix par Ape Drums)                   |
| 2017  | Machel Montano & Sean Paul "One Wine" ft. Major Lazer (Remix par Ape Drums)                    |
| 2018  | AlunaGeorge "Mean What I Mean" (Remix par Ape Drums)                                           |
| 2018  | Dillon Francis "We The Funk" ft. Fuego (Remix par Ape Drums)                                   |
| 2018  | BURNS "Hands On Me" (Remix par Ape Drums) ft. Maluma et Rae Sremmurd                           |
| 2020  | Britney Spears " Mood Ring " (Remix par Ape Drums)                                             |
| 2024  | Projexx "Sweat" (Remix par Ape Drums)                                                          |
| 2024  | Dj Karaba "Ayaba" ft. Da Le (Havana) (Remix par Ape Drums)                                     |